# Symbole der Republik Aserbaidschan
Zu den staatlichen Symbolen der Republik Aserbaidschan gehören die aserbaidschanische Nationalflagge, das Staatswappen sowie die Nationalhymne. Die Verfassung der Republik Aserbaidschan beschreibt die Staatssymbole.

## Nationalflagge
Die Nationalflagge Aserbaidschans ist eine Trikolore aus drei gleich breiten horizontalen Streifen. Der oberste Streifen ist blau, der mittlere rot und der untere grün. In der Mitte des roten Streifens ist auf beiden Seiten der Flagge in weißer Farbe ein Halbmond mit einem achtzackigen Stern dargestellt. Die Proportion der Flagge beträgt 1:2.
Die Flagge wurde Anfang des 20. Jahrhunderts von Ali Bey Huseyinzade geschaffen und am 25. August 1918 als Staatsflagge der Demokratischen Republik Aserbaidschan übernommen. Als 1920 die Rote Armee das Land besetzte, wurde eine rote Flagge mit goldenen Initialen eingeführt. Nach der Erlangung der Unabhängigkeit Aserbaidschans im Jahr 1991 wurde die Flagge von 1918 erneut eingeführt.

## Staatswappen

Wappen Aserbaidschans

Das Staatswappen Aserbaidschans wurde im Jahr 1991 angenommen. Es ist in den Farben der Staatsflagge gehalten und zeigt einen achtzackigen, weißen Stern auf einer goldgefassten Scheibe mit Ringen in den Nationalfarben. Auf dem blauen Ring sind acht goldene Scheiben. Im Innern befindet sich ein weißer Stern, in welchem eine rote Flamme mit vier Zungen züngelt. Am unteren Rand des Schildes liegen Eichenäste und Weizenähren.

## Nationalhymne
Die Melodie der aserbaidschanischen Nationalhymne stammt von Üzeyir Hacıbəyov. Den Text schrieb Ahmad Jawad. Die Nationalhymne wurde für die 1918 gegründete Demokratische Republik Aserbaidschan komponiert. Kurz nach der Erlangung der Unabhängigkeit 1991 wurde das Lied ab dem 27. Mai 1992 wieder zur Nationalhymne erklärt.